# Albești (Mureș)
Albești [alˈbeʃtʲ] (veraltet Ferihaz oder Firighaz; deutsch Weißkirch, ungarisch Fehéregyháza, siebenbürgisch-sächsisch Weisskirich) ist eine Gemeinde im Kreis Mureș in der Region Siebenbürgen in Rumänien.
Der Ort Albești ist auch unter den ungarischen Bezeichnungen Magyar-Fehéregyháza und Fejéregyháza bekannt.

## Geographische Lage

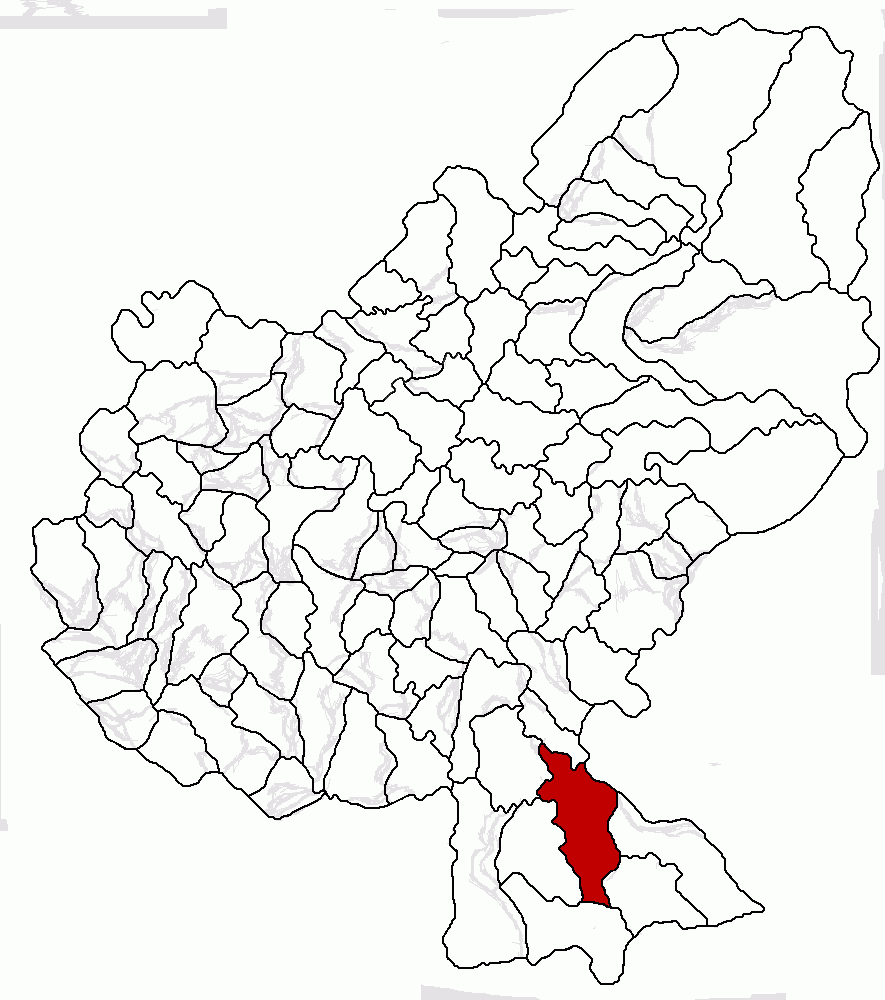
Lage der Gemeinde Albești im Kreis Mureș

Die Gemeinde Albești liegt im Kokeltal (Podișul Târnavelor) im Siebenbürgischen Becken. An der Târnava Mare (Große Kokel), der Nationalstraße DN13 – hier Teil der Europastraße 60 – und der Bahnstrecke Teiuș–Brașov befindet sich der Ort Albești vier Kilometer östlich der Stadt Sighișoara (Schäßburg) und etwa 55 Kilometer südlich von der Kreishauptstadt Târgu Mureș (Neumarkt am Mieresch) entfernt.

## Geschichte
Der Ort Albești, von Siebenbürger Sachsen gegründet, wurde 1231 erstmals urkundlich erwähnt. Seit dem 16. und bis Ende des 19. Jahrhunderts wurde der Ort von Rumänen, Magyaren und Roma bewohnt. 1899 und 1900 wurden in Albești erneut Siebenbürger-Sächsische Familien aus dem Zwischenkokelgebiet angesiedelt. Deren Wehrkirche wurde inzwischen von der ungarischen reformierten Kirchengemeinde benutzt, sodass die Siebenbürger Sachsen 1905 sich eine neue Kirche errichteten.
Archäologische Funde auf dem Gebiet des eingemeindeten Dorfes Jacu (Walachisch Sacken) deuten in die Hallstattzeit und befinden sich im Museum in Sighișoara (Schäßburg), und einige davon sind noch keinem Zeitalter zugeordnet.
Auf dem Gebiet der Gemeinde fand zur Zeit der Revolution von 1848 eine Schlacht zwischen dem ungarischen Revolutionsheer und den Habsburgern statt, in der unter Józef Bems Kommando Sándor Petőfi fiel.
Im Königreich Ungarn gehörten Orte der heutigen Gemeinde zum Teil dem Stuhlbezirk Segesvár im Komitat Groß-Kokelburg und einige dem Stuhlbezirk Erzsébetváros in der Gespanschaft Klein-Kokelburg, anschließend dem historischen Kreis Târnava-Mare und ab 1950 dem heutigen Kreis Mureș an.
Das eingemeindete Dorf Bârlibășoaia (ungarisch Barlabástanya) ist eines von den zurzeit 130 unbewohnten Dörfern Rumäniens, davon sechs im Kreis Mureș (Stand 2018).

## Bevölkerung
Die Bevölkerung der Gemeinde Albești entwickelte sich wie folgt:
| 1850 | 3.144 | 2.264 | 634   | -   | 246            |
| 1920 | 4.996 | 3.523 | 1.253 | 210 | 10             |
| 1966 | 5.995 | 3.953 | 1.396 | 365 | 281            |
| 1992 | 5.494 | 3.560 | 1.305 | 21  | 608            |
| 2002 | 5.466 | 3.558 | 1.174 | 11  | 723            |
| 2011 | 5.345 | 3.306 | 1.077 | 17  | 945            |
| 2021 | 5.392 | 3.533 | 849   | 19  | 991 (545 Roma) |

Seit 1850 wurde auf dem Gebiet der heutigen Gemeinde die höchste Einwohnerzahl (6.505), die der Magyaren (1.551) und die der Roma (723) 1977 registriert. Die höchste Anzahl der Rumänen und der Rumäniendeutschen wurde 1966 ermittelt.

## Sehenswürdigkeiten
- Im Gemeindezentrum die reformierte Kirche im 15. Jahrhundert errichtet und im 18. erneuert,[8] und das Sándor Petőfi-Denkmal 1949 errichtet, stehen unter Denkmalschutz.[9]
- Im Gemeindezentrum ein Bau der ungarischen Adelsfamilie Haller 1813 errichtet, wurde 1905/6 in eine evangelische Kirche umgebaut.[10]
- Im eingemeindeten Dorf Boiu (Groß-Freudendorf), das Haus in der Str. Principală Nr. 198, im 19. Jahrhundert errichtet, steht unter Denkmalschutz.[9]
- Im eingemeindeten Dorf Țopa (Klein-Freudendorf) die Ruine des ehemaligen Bethlen Schlosses[11][12] im 17. Jahrhundert errichtet, steht unter Denkmalschutz.[9]

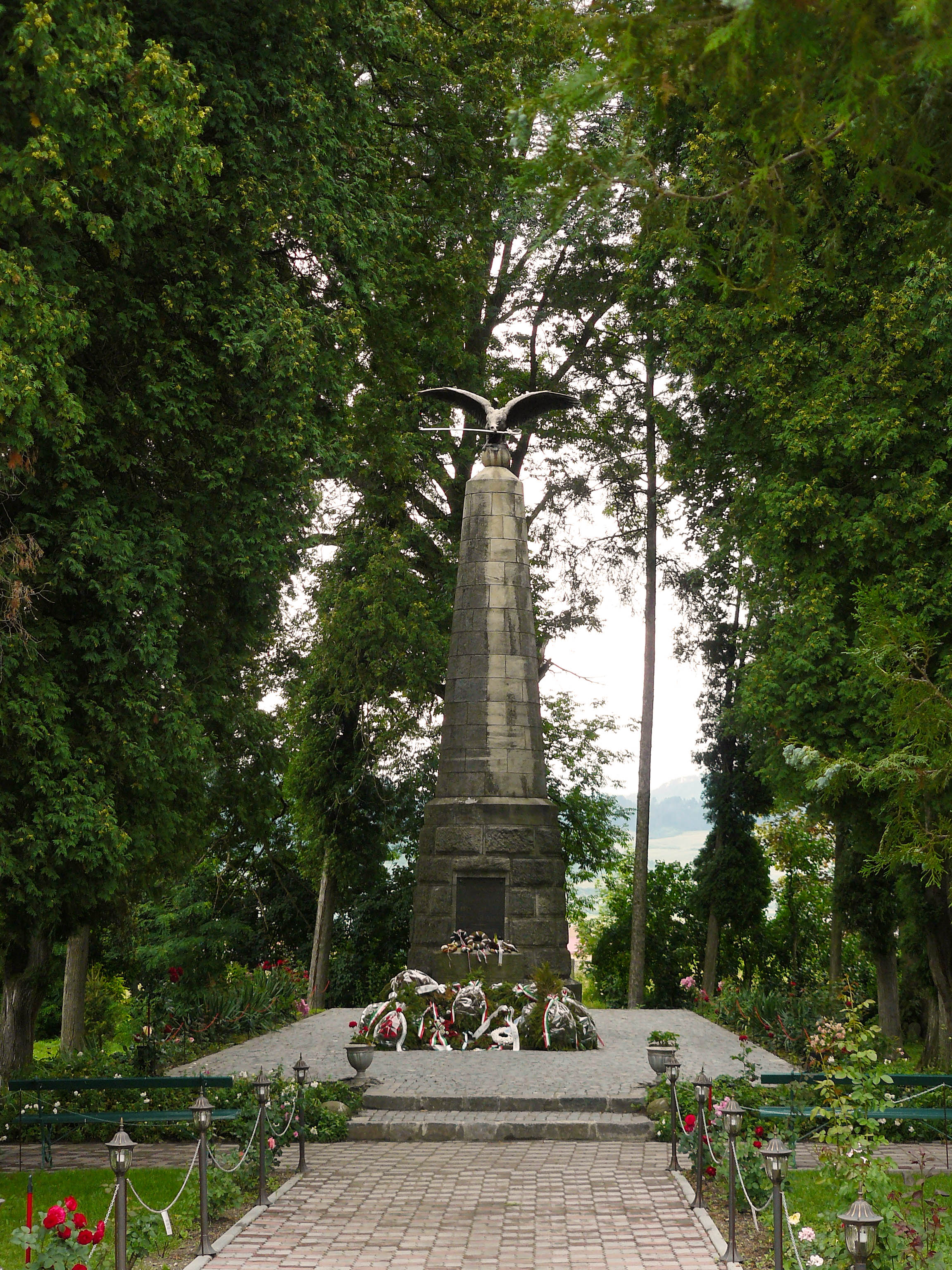
Petőfi-Denkmal an die Schlacht bei Sighișoara
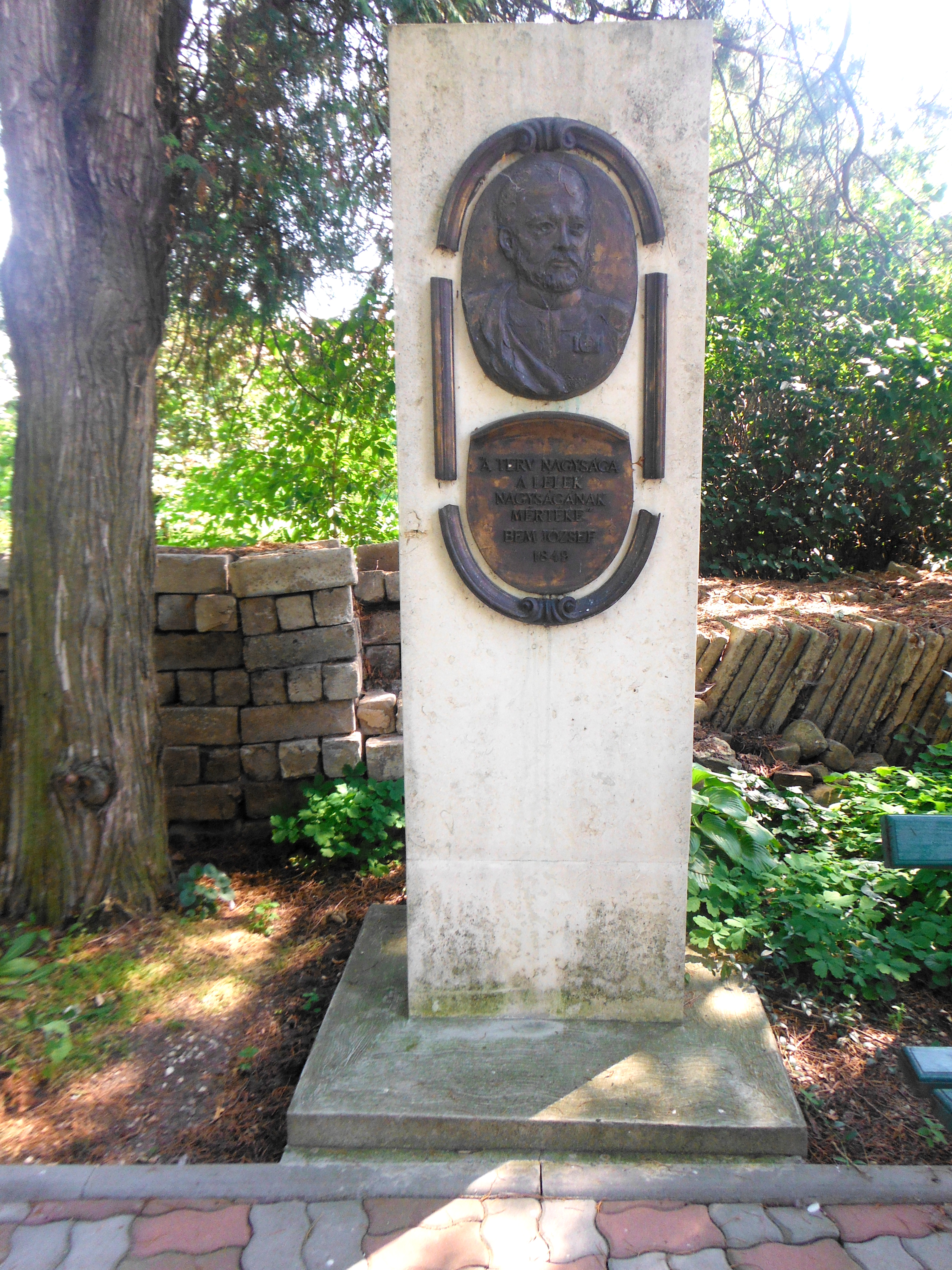
Bem-Denkmal in der Petőfi-Gedenkstätte
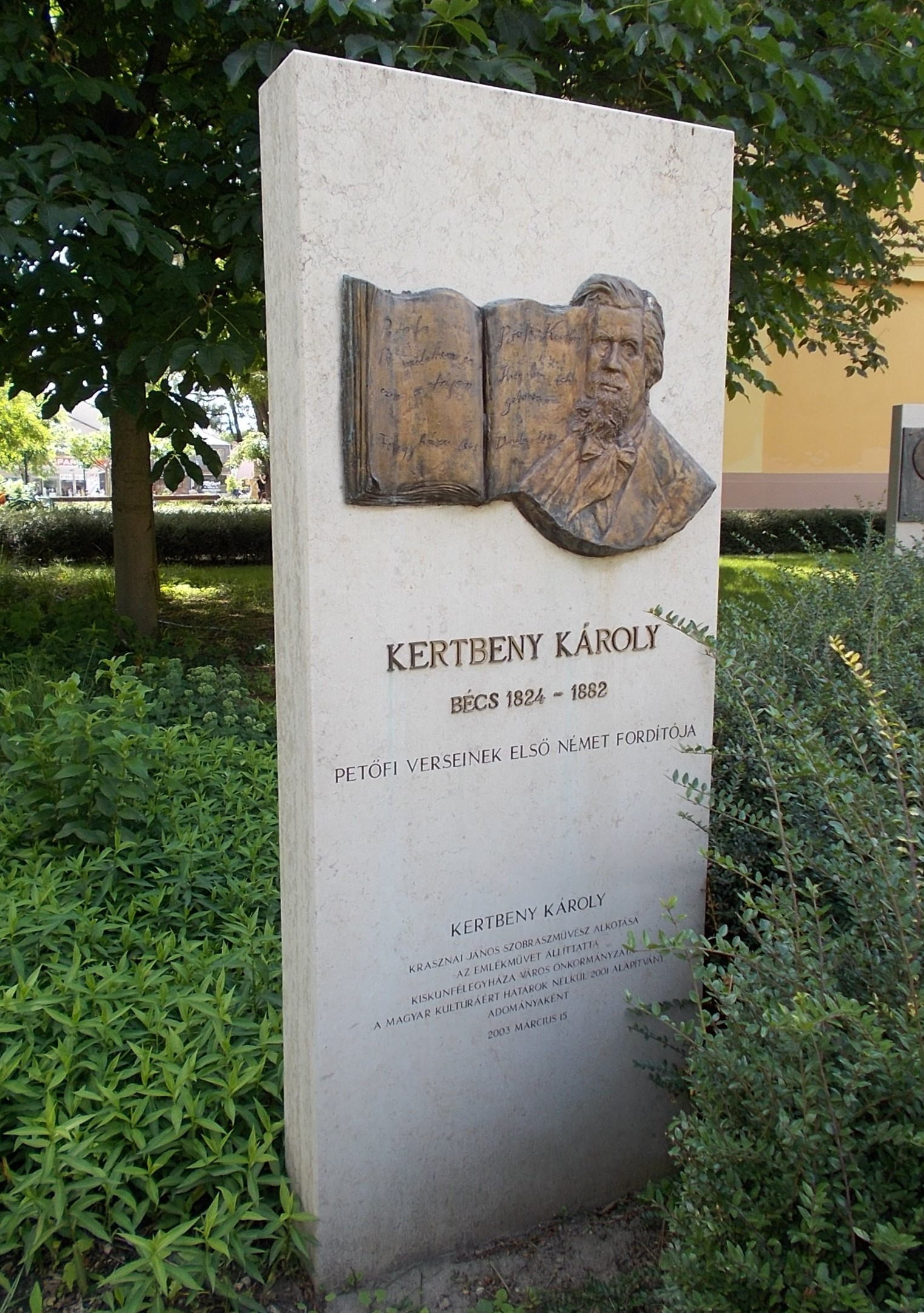
Kertbeny-Denkmal in der Petőfi-Gedenkstätte

## Persönlichkeiten
- Michael Kroner (* 1934 in Albești; † 2022 in Oberasbach), Historiker